# Coleophora menephilella
Coleophora menephilella é uma espécie de mariposa do gênero Coleophora pertencente à família Coleophoridae.